# Rage comic
I rage comic ("fumetti rabbia", dal fatto che nelle prime versioni i personaggi si arrabbiavano alla fine delle strisce) sono immagini caricaturali e stilizzate, generalmente realizzate con Paint, utilizzate per creare vignette e strisce umoristiche che poi vengono postate su social network o blog. Durante il periodo della loro maggior diffusione, erroneamente venivano spesso chiamati meme oppure memes, poiché diventati un fenomeno di Internet.
La loro popolarità è generalmente dovuta al fatto che vengono utilizzati come mezzo per condividere esperienze.

## Storia
Il primo rage comic è apparso su 4chan nel 2007 per poi acquisire popolarità su Reddit. Grazie a questa popolarità, nel 2009 il sito Reddit ha creato le modalità per poter realizzare nuovi personaggi, portando anche alla creazione di vari siti creati appositamente per realizzare nuove storie.